# 喬氏擬圓鰭魚
喬氏擬圓鰭魚，為輻鰭魚綱鮋形目杜父魚亞目絨杜父魚科的其中一種，為溫帶海水魚，分布於北太平洋喀拉海及加拿大海域，棲息深度可達68公尺，體長可達6.1公分，棲息在底層水域，蠕蟲、甲殼類、軟體動物為食，生活習性不明。

## 扩展阅读
維基物種上的相關：喬氏擬圓鰭魚